# Burgundi Johanna (1293 k. – 1349)
Burgundi Johanna (franciául: Jeanne de Bourgogne; 1293 körül – Párizs, 1348. szeptember 12. vagy 1349. december 12.), házasságai révén 1328-tól 1348/1349-ig francia királyné. 

## Származása
Édesapja II. Róbert burgundi herceg, édesanyja Franciaországi Ágnes volt.

## Élete
Egy férje, VI. Fülöp által 1338 augusztusában kiadott oklevél szerint Johanna királyné mindig régens volt, amikor a király a százéves háború miatt távol volt.
Johanna valószínűleg pestisben halt meg, és a Saint-Denis apátságban temették el.

## Házassága, gyermekei
1313. április 22-én feleségül ment Fülöphöz, Courtenay urához, IV. (Szép) Fülöp unokaöccséhez.
Kilenc gyermeke született:
- II. (Jó) János (1319–1364), 1350-től haláláig Franciaország királya;
- Mária (1326–1333), kisgyermekként meghalt;
- Lajos (1328), csecsemőként meghalt;
- Lajos (1330), csecsemőként meghalt;
- János (1333), csecsemőként meghalt;
- Ismeretlen nevű gyermek (1335), csecsemőként meghalt;
- Fülöp (1336–1375), Valois grófja, Orléans első hercege;
- Jeanne (1337), csecsemőként meghalt;
- Ismeretlen nevű gyermek (1343), csecsemőként meghalt.

## Fordítás
- Ez a szócikk részben vagy egészben  a   Johanne af Burgund című dán Wikipédia-szócikk fordításán alapul.  Az eredeti cikk szerkesztőit annak laptörténete sorolja fel. Ez a jelzés csupán a megfogalmazás eredetét és a szerzői jogokat jelzi, nem szolgál a cikkben szereplő információk forrásmegjelöléseként.
- Ez a szócikk részben vagy egészben  a   Jeanne de Bourgogne (v. 1293-1349) című francia Wikipédia-szócikk fordításán alapul.  Az eredeti cikk szerkesztőit annak laptörténete sorolja fel. Ez a jelzés csupán a megfogalmazás eredetét és a szerzői jogokat jelzi, nem szolgál a cikkben szereplő információk forrásmegjelöléseként.